# 門特 (堪薩斯州)
門特（英語：Mentor）是位於美國堪薩斯州薩林縣的一個非建制地區。

## 地理
門特所處的海拔為高於海平面390米（即1270英呎），而該地所採用的時區為UTC-6，即北美中部時區（CST）。同時該地設有夏令時間，為UTC-6調快一小時，即UTC-5（CDT）。